# Liste der Monuments historiques in Montignac (Gironde)
Die Liste der Monuments historiques in Montignac (Gironde) führt die Monuments historiques in der französischen Gemeinde Montignac auf.

## Liste der Bauwerke
| Bezeichnung      | Beschreibung              | Standort | Kennzeichnung | Schutzstatus | Datum | Bild |
| ---------------- | ------------------------- | -------- | ------------- | ------------ | ----- | ---- |
| Kirche St-Médard | Erbaut im 12. Jahrhundert | (Lage)   | PA00083642    | Inscrit      | 1925  |      |

## Liste der Objekte
- Monuments historiques (Objekte) in Montignac (Gironde) in der Base Palissy des französischen Kultusministeriums